# Vladimir Božić
Vladimir Božić (* 24. März 1983 in Split, Jugoslawien) ist ein ehemaliger kroatischer Handballtorwart.
Der 1,98 Meter große und 95 Kilogramm schwere Torhüter wurde im Januar 2015 von Bregenz Handball verpflichtet, nachdem diese ihren Torwart Goran Aleksić wegen einer Verletzung vorgeben mussten. Zuletzt war er davor von Februar bis August 2013 beim polnischen Verein Gwardia Opole unter Vertrag. Außerdem spielte er bereits bei Brest GK Meschkow, BM Ciudad Encantada, RK Split und TSG Ludwigshafen-Friesenheim. Božić spielte mit Split im EHF Challenge Cup (2005/06) und im EHF-Pokal (2000/01, 2001/02).
Božić schloss sich im Sommer 2015 dem slowakischen Erstligisten HT Tatran Prešov an. Mit Tatran Prešov gewann er 2016 die slowakische Meisterschaft und den slowakischen Pokal.
Ab der Saison 2016/17 spielte Božić für den Drittligisten Neusser HV. Mit Neuss stieg er 2017 in die 2. Bundesliga auf. Seitdem treten die Männermannschaften von Neuss und der HSG Düsseldorf als HC Rhein Vikings an. Im Januar 2019 schloss er sich dem Ligakonkurrenten HBW Balingen-Weilstetten an. Zur Saison 2021/22 wechselte er zum ASV Hamm-Westfalen. Nach der Saison 2022/23 beendete er seine Karriere.
Vladimir Božić stand im Aufgebot der kroatischen Nationalmannschaft, so für die Europameisterschaft 2010.